# Cristian Esnal
Cristian Eduardo Esnal Fernandez (San Salvador, 2 maggio 1986) è un calciatore salvadoregno, difensore della Juventud Independiente.
Anche suo padre Raúl fu un calciatore.